# Frei Cipriano da Cruz
Manuel de Sousa, depois apelidado de Frei Cipriano da Cruz (Braga, c. 1645 — Mire de Tibães, 1716) foi um monge beneditino e escultor português.

## Vida / Obra

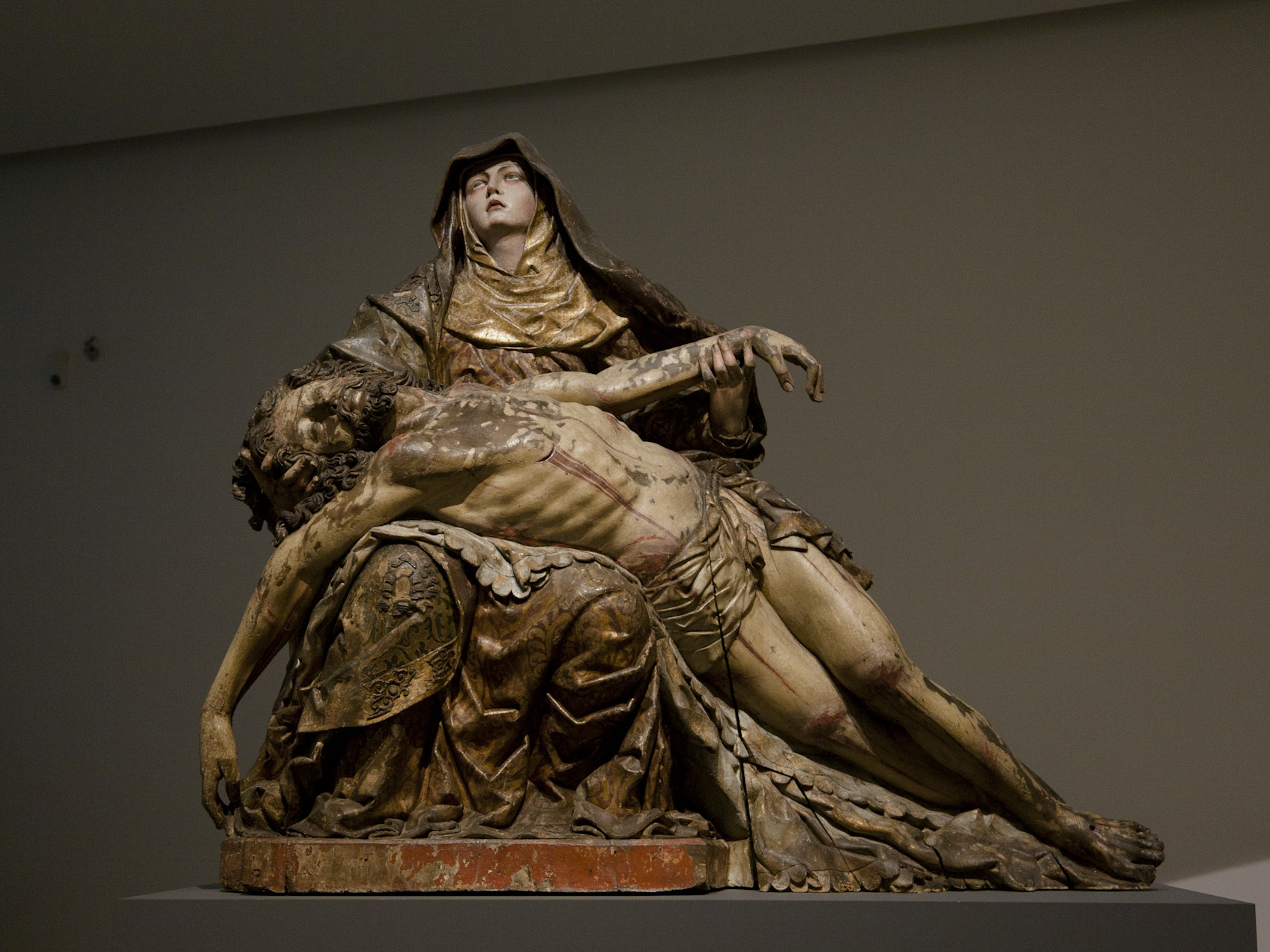
Pietá, 1685-1690

Frei Cipriano da Cruz foi um dos escultores portugueses mais importantes da sua época. Em 1676 ingressou, como irmão leigo no Mosteiro de Tibães, da Ordem de São Bento, tendo tomado o hábito alguns anos mais tarde (entre 1683 e 1685); foi aí que morreu, após uma vida dedicada à produção de imagens em madeira, pedra e barro (note-se que a policromia aplicada às imagens é frequentemente atribuída a outros autores). À data da entrada no mosteiro era já um consumado imaginário, com uma linhagem plástica amadurecida, pouco se sabendo da sua atividade artística anterior. Entre as suas obras destaquem-se, por exemplo: São Miguel Arcanjo, MNMC, Coimbra; Imagem de Santa Catarina, Capela de S. Miguel, Coimbra; Pietá ou Nossa Senhora da Piedade, 1685-1690, madeira policromada, MNMC, Coimbra.
A imagem de São Miguel Arcanjo resume de alguma forma o seu trabalho escultórico. Com um tema e tratamento iconográfico de características medievais, São Miguel é representado de acordo com a descrição apresentada no Velho Testamento. Enquanto chefe do Exército Celeste, o arcanjo surge quase sempre com uma armadura, a que aqui se associa um capacete para acentuar a sua dimensão guerreira. "Mas o tratamento dos panejamentos, a perfeição da figura angélica e a sua cor aberta e solar, acentuada pela disposição raiada e quase sólida dos panejamentos, contrastam com o peso aparente do demónio, escuro e deformado – um diabo feminino –, numa sequência cheia de teatralidade".
Originalmente realizada para a Igreja do Colégio de S. Bento, a imagem de Nossa Senhora da Piedade (Pietá) revela até que ponto o trabalho de Frei Cipriano da Cruz se dividiu entre a proximidade relativamente às formulas tradicionais do século XVI, marcadas pelo início da contrarreforma, "e as exigências formais de uma nova linguagem seiscentista, amplamente barroca, em que prevalecem os valores do movimento e do dramatismo e o tratamento monumental dos temas". Para este escultor, a prioridade prender-se-ia menos com a inventividade do que com a expressividade. Nesta obra, "a Virgem ergue o rosto para o Céu enquanto Cristo descansa já, lânguido, no seu regaço, num movimento de entrega e fatalidade inéditos na escultura portuguesa. A escala da peça e o tratamento escultórico do pregueado das vestes indicam as novas orientações da escultura sacra, mais virada para a persuasão através dos sentidos". Sem pôr em causa o caráter convencional da cena, ambas as figuras revelam um acentuado naturalismo. "É belíssima a expressão da face da Virgem, bem como a modelação, anatomicamente irrepreensível, do corpo do Cristo desfalecido".

## Algumas obras

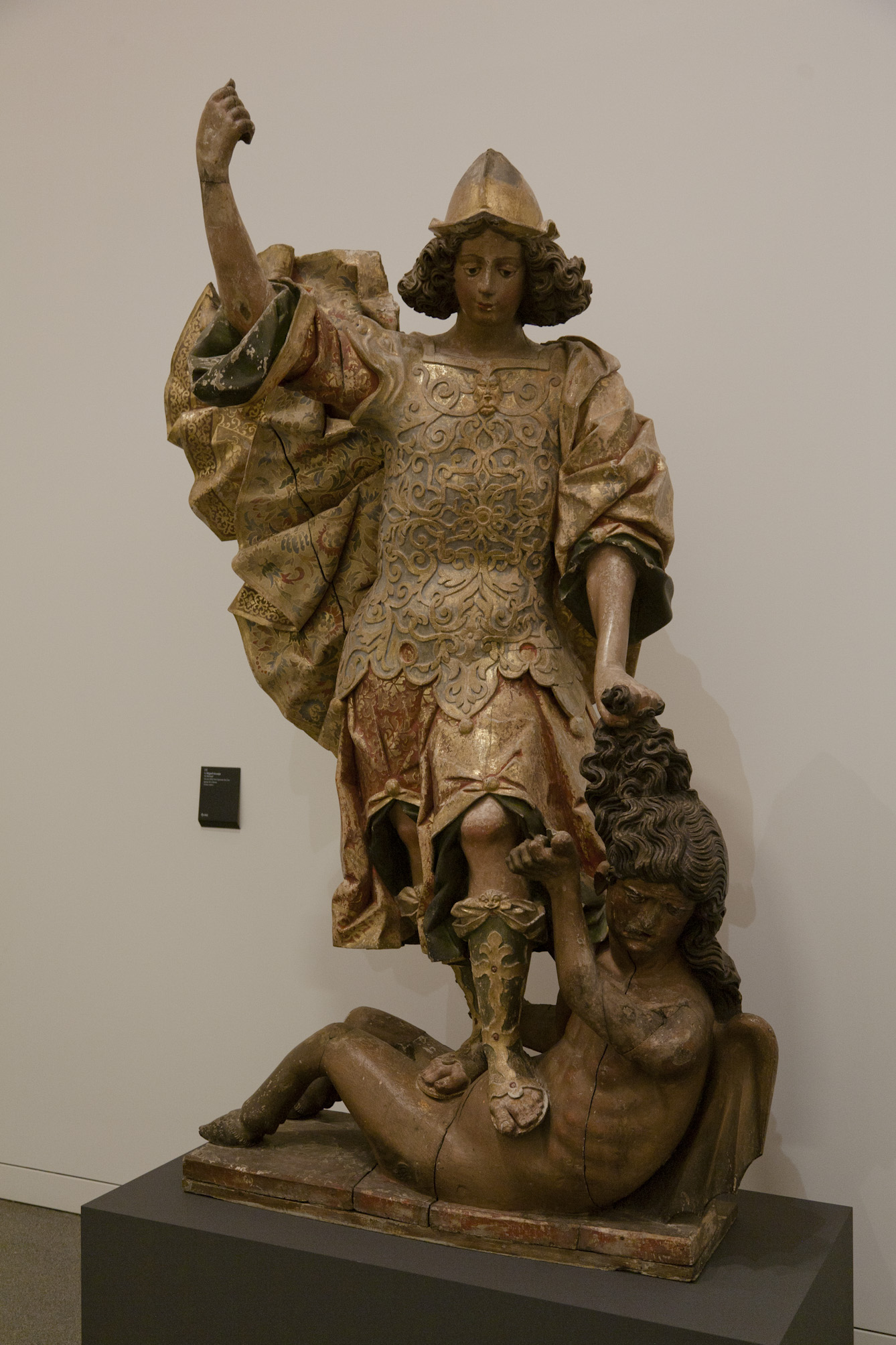
São Miguel Arcanjo
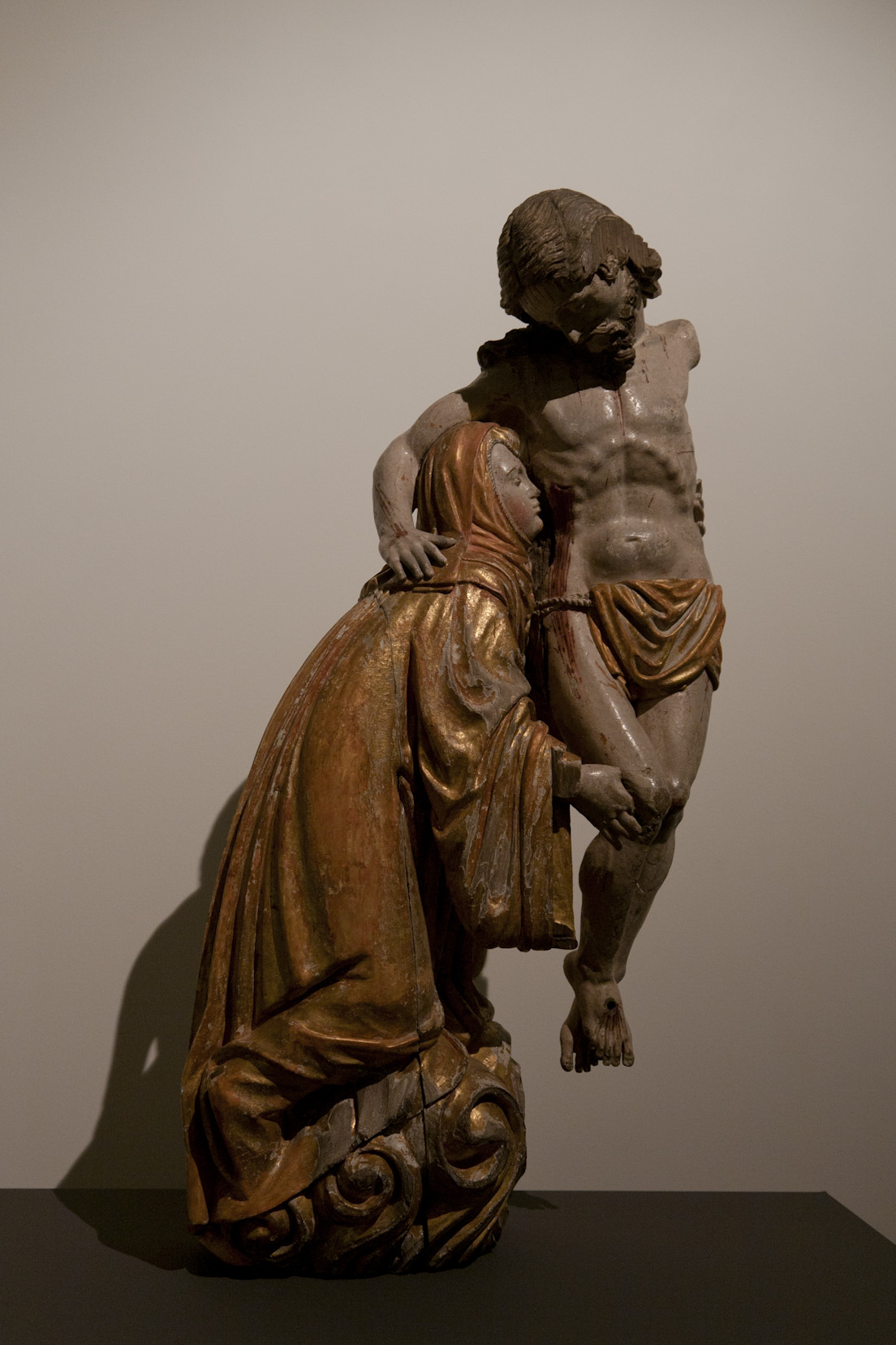
Santa Lutgarda
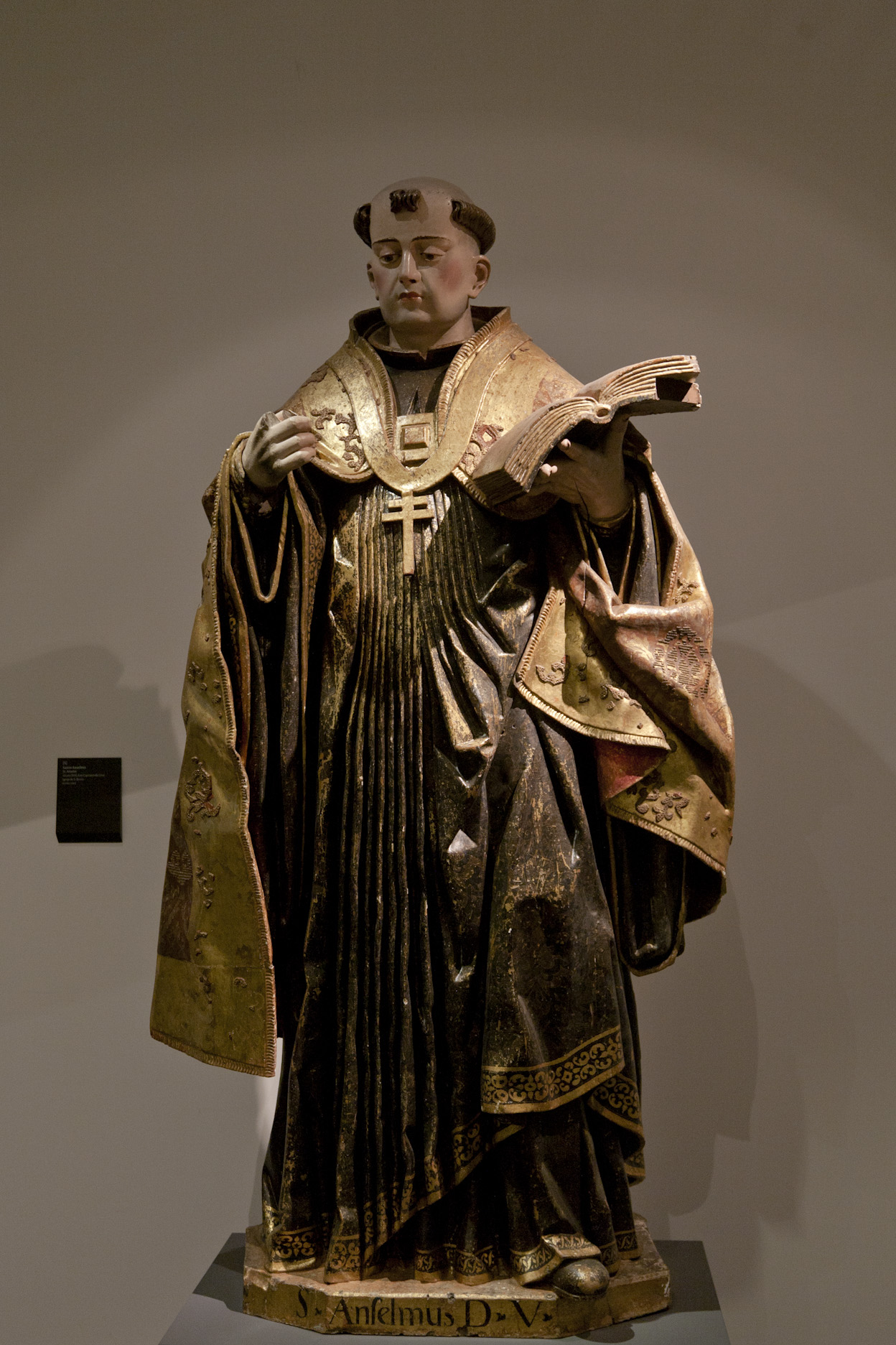
Santo Anselmo
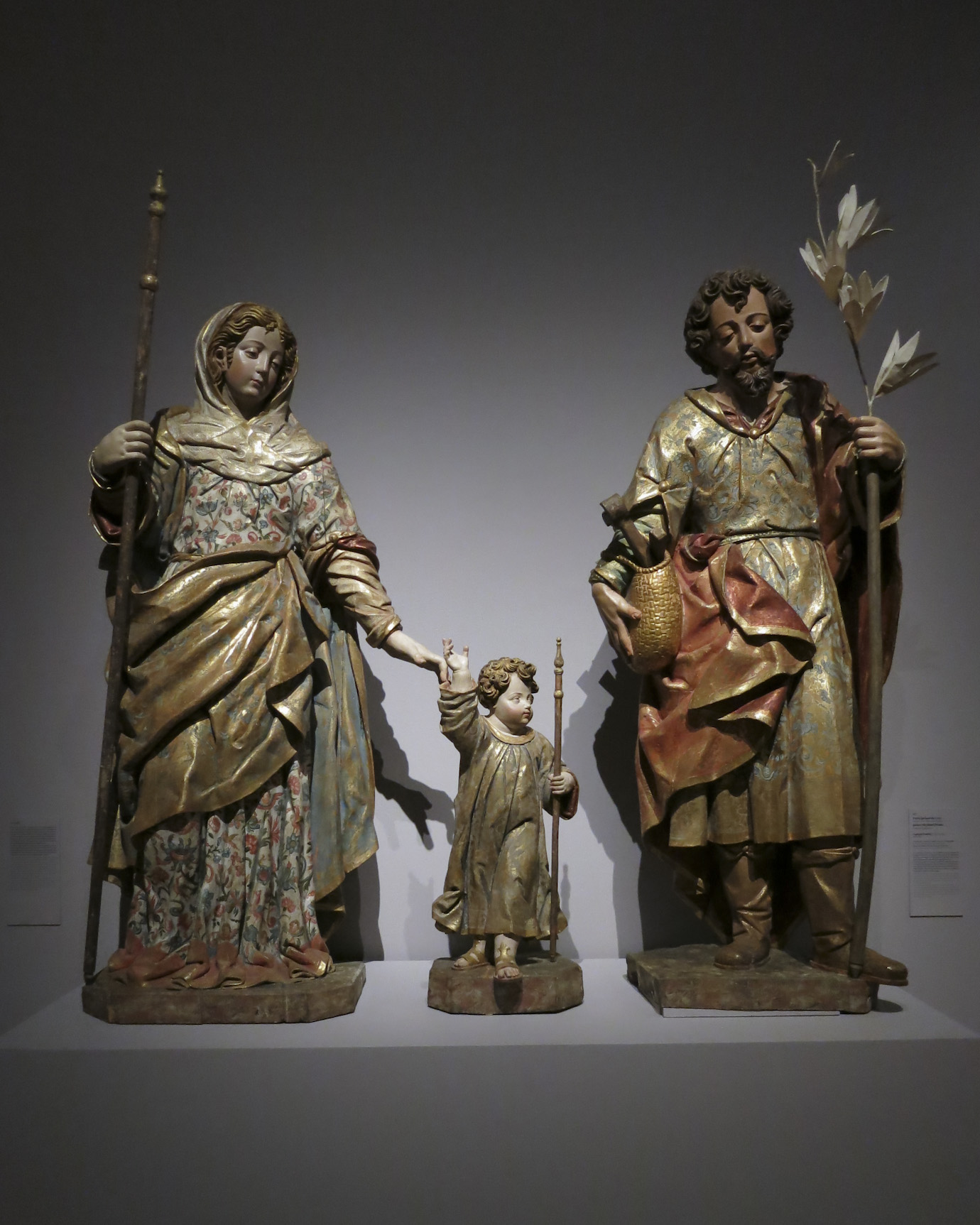
Sagrada Família, 1704-1707
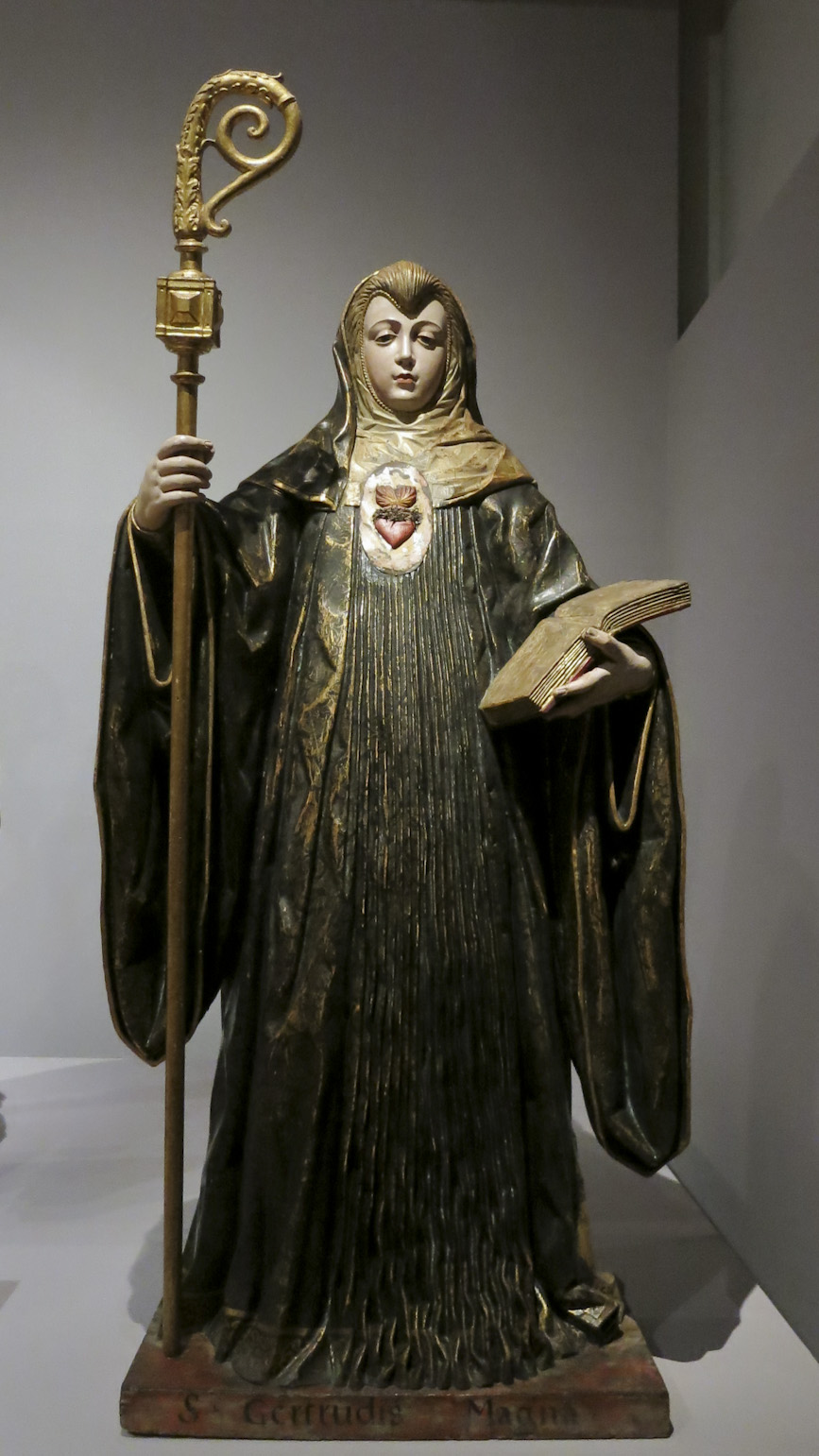
Frei Cipriano da Cruz (esc.), Pascoal de Sousa (pint.), Santa Gertrudes Magna, 1685-1692
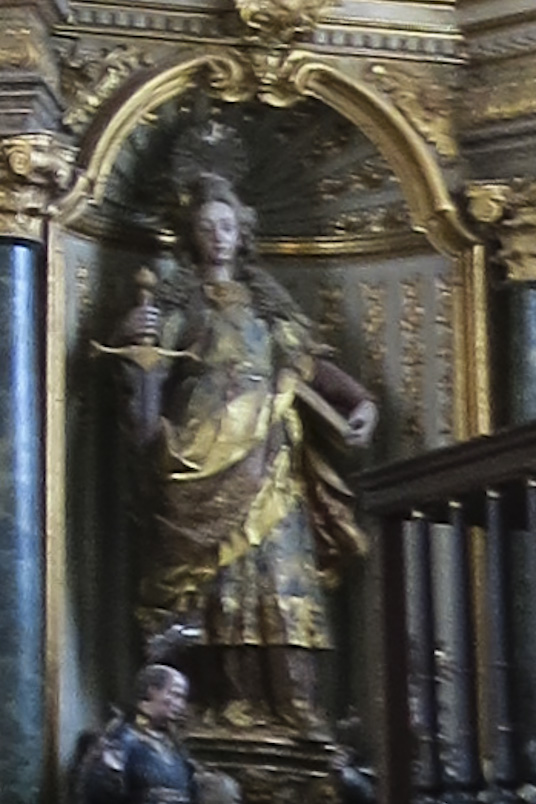
Imagem de Santa Catarina